# 蘇茜湖 (佛羅里達州)
蘇茜湖（英語：Lake Suzy）是位於美國佛羅里達州德索托縣的一個非建制地區。該地的面積和人口皆未知。

## 地理
蘇茜湖的座標為27°02′33″N 82°02′37″W / 27.04250°N 82.04361°W，而該地的平均海拔高度為8米（即26英尺）。